# Aleksandra Rosolska
Aleksandra Rosolska (ur. 17 listopada 1984 w Warszawie) – polska tenisistka i trenerka, wielokrotna medalistka mistrzostw kraju w tenisie, tenisie plażowym i padlu, medalistka mistrzostw Europy w tenisie plażowym.

## Kariera tenisowa
W karierze wygrała dwa turnieje deblowe rangi ITF. 3 grudnia 2007 zajmowała najwyższe miejsce w rankingu singlowym WTA Tour – 993. pozycję, natomiast 17 sierpnia 2009 osiągnęła najwyższą lokatę w deblu – 307. miejsce.
Od 1991 roku aż przez całą zawodniczą karierę związana była z klubem KS Warszawianka. Jej pierwszym trenerem była Urszula Rosolska. Po raz pierwszy w turniejach tenisowych zaczęła grać w 1994 roku.
W 2002 roku razem z siostrą Alicją zostały mistrzyniami Polski juniorów i halowymi mistrzyniami Polski juniorów w grze podwójnej.
W 2005 i 2006 roku została halową mistrzynią Polski w deblu kobiet. W obu przypadkach razem z siostrą wygrywały w finałach z parą Olga Brózda–Monika Schneider. W kolejnych czterech latach dochodziła do finałów rozgrywek deblowych podczas halowych mistrzostw kraju, jednak nie udało jej się odnieść końcowego zwycięstwa.
W 2009 roku została mistrzynią Polski w grze pojedynczej, pokonując w finale Magdę Linette 6:1, 7:6(2). Rok później nie obroniła tytułu, przegrywając w meczu mistrzowskim z Paulą Kanią 3:6, 2:6. W 2007 i 2008 roku wspólnie z Karoliną Kosińską zostały mistrzyniami Polski w deblu, natomiast w 2004 i 2011 roku została wicemistrzynią kraju w tej konkurencji. Ponadto w 2004 i 2007 roku zdobyła srebrny medal mistrzostw Polski w grze mieszanej.
Aleksandra Rosolska była też medalistką oraz mistrzynią Polski w tenisie plażowym i w padlu. Dwukrotnie zdobywała medale mistrzostw Europy w tenisie plażowym.
Od 2010 roku jest trenerką tenisa.

## Życie prywatne
Jest siostrą tenisistki Alicji Rosolskiej. Jej mama była trenerką tenisową.
Studiowała informatykę na Politechnice Warszawskiej.

## Wygrane turnieje rangi ITF
| turnieje z pulą nagród 100 000 $ |
| turnieje z pulą nagród 75 000 $  |
| turnieje z pulą nagród 50 000 $  |
| turnieje z pulą nagród 25 000 $  |
| turnieje z pulą nagród 10 000 $  |

### Gra podwójna
|    | Data       | Turniej | Naw.            | Partnerka         | Przeciwniczki                         | Wynik             |
| 1. | 23/11/2008 | Opole   | Dywanowa (hala) | Karolina Kosińska | Katarzyna Piter Arantxa Rus           | 2:6, 7:6(6), 10–7 |
| 2. | 30/05/2009 | Olecko  | Ceglana         | Karolina Kosińska | Weronika Domagała Karolina Wlodarczak | 2:6, 6:2, 11–9    |